# Liarea turriculata waipoua
Liarea turriculata waipoua es una especie de molusco gasterópodo de la familia Pupinidae. 

## Distribución geográfica
Se encuentra en Nueva Zelanda